# Leimiswil
Leimiswil is een plaats en voormalige gemeente in het Zwitserse kanton Bern, en maakt deel uit van het district Oberaargau.

## Geschiedenis
Vanaf 1 januari 2011 behoort Leimiswil tot de gemeente Madiswil.
- Gemeinsame Normdatei: 4579351-7
- Historisch woordenboek van Zwitserland: 000193
- Virtual International Authority File: 241213341